# مجلة لينكس
مجلة لينكس (بالإنجليزية: Linux Magazine) هي مجلة دولية لعشاق برمجيات لينكس والمحترفين. ينشرها فرع الإعلام الجديد لشركة الإعلام الألمانية ميديالينكس أي جي.

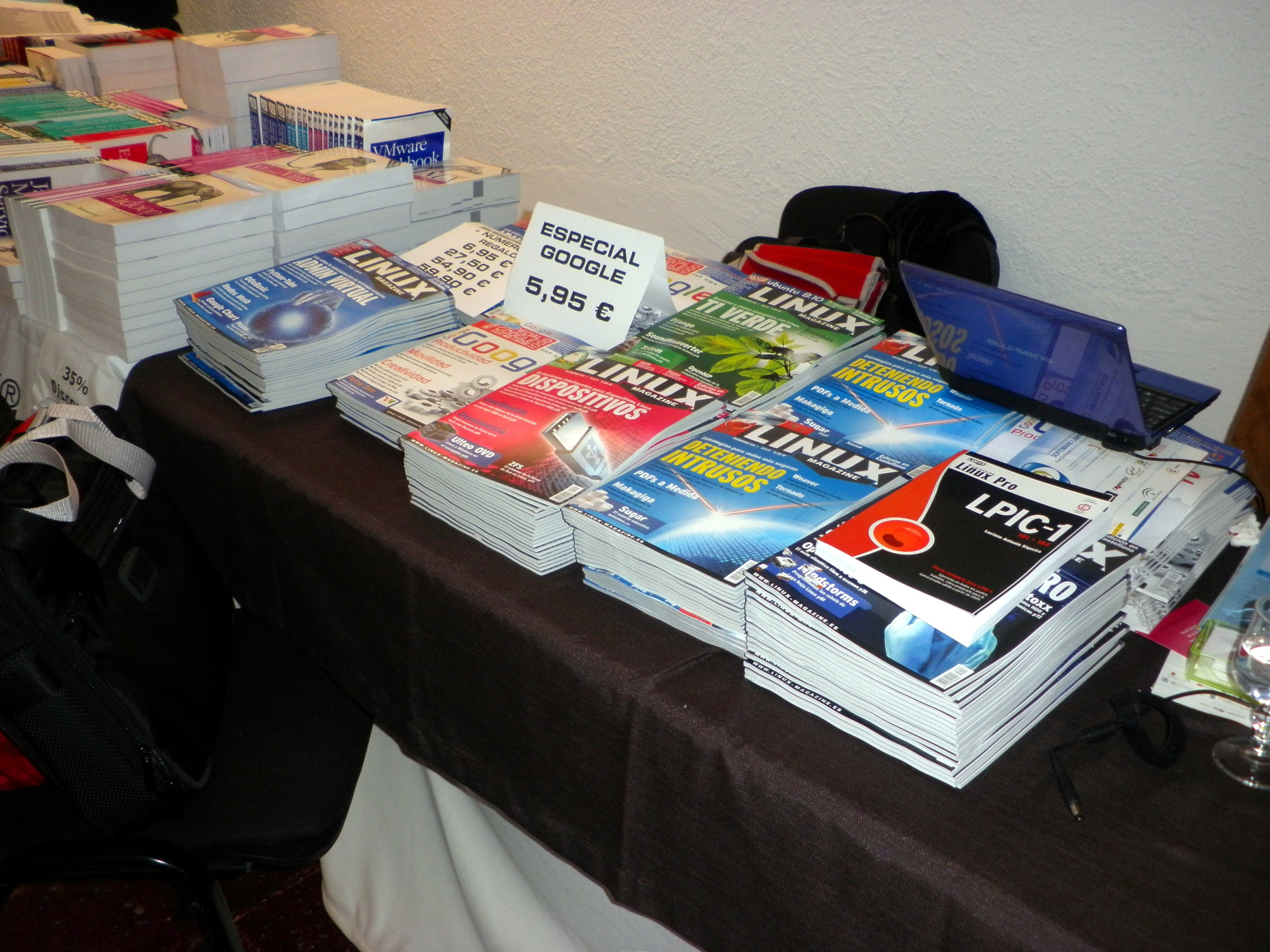
أعداد من المجلة باللغة الإسبانية معروضة للبيع

نشر الإصدار الأول منها في ألمانيا عام 1994، ولاحقاً بالإنكليزية والبولندية، البرتغالية البرازيلية، والإسبانية. الإصدار الألماني سمي Linux-Magazin (ISSN 1432-640X); الإصدار الأمريكي/الكندي سمي Linux Pro Magazine (ISSN 1752-9050). كانت الشركة المؤسسة أرتيكون غمب.
تصدر المجلة في أول يوم ثلاثاء من كل شهر. يضم كل عدد قرص دي في دي،  وعادة يحوي على نسخة حديثة من أحد توزيعات لينكس.

## مجلة-لينكس
Linux-Magazin هي من بين أقدم المجلات حول لينكس في العالم. ظهر العدد الأول باللغة الألمانية في أكتوبر 1994, بعد سبعة أشهر صدر العدد الأول من لينكس جورنال، حسب ورقة معلومات مجموعة مستخدمي لينكس. شعار المجلة هو „Die Zeitschrift für Linux-Professionals“ ("مجلة محترفي لينكس").

## وصلات خارجية
- الموقع الرسمي
 (بالإنجليزية)
- Linux Pro Magazine (الولايات المتحدة وكندا)
- Linux-Magazin (بالألمانية)
- Linux Magazine Brazil نسخة محفوظة 2 أغسطس 2013 على موقع واي باك مشين. (بالبرتغالية)
- Linux Magazine Poland (بالبولندية)
- Linux Magazine Spain (بالإسبانية)